# 原爆小景
「原爆小景」（げんばくしょうけい）は、原民喜の詩、および同詩を作曲した林光の混声合唱組曲。

## 詩

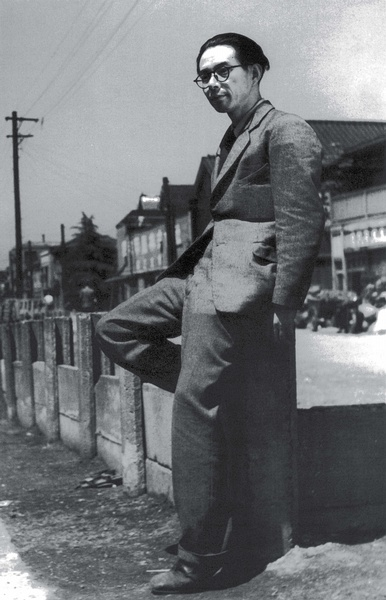
原民喜

1950年（昭和25年）、広島原爆の被爆者で詩人の原民喜により詩学社の「詩学」第5号に発表され、翌年の1951年（昭和26年）に原の自殺後、細川書店より『原民喜詩集』として収録された。
詩は「コレガ人間ナノデス」「燃エガラ」「火ノナカデ　電柱ハ」「日ノ暮レチカク」「真夏ノ夜ノ河原ノミヅガ」「ギラギラノ破片ヤ」「焼ケタ樹木ハ」「水ヲ下サイ」「永遠のみどり」の9編からなる構成詩であり、原爆投下後の情景を描写しながらも、希望を見出すような作品となっている。

## 合唱組曲
1952年（昭和27年）、東京藝術大学内で開催された「原爆の図」の移動展覧会に合わせて、林は外山雄三、間宮芳生、寺島尚彦らとともに「原爆の図」を囲んだコンサートを企画した。林は『原民喜詩集』を入手、詩集から「永遠のみどり」を選び、演奏時間2分ほどの八重唱曲に作曲、展示会場内で初演した。これがのちの『原爆小景』の組曲化の出発点となる。
1958年（昭和33年）、東京混声合唱団（東混）の委嘱により、林は原の詩集の出版当時から「あたためていたものなんですが、この年にやっと手をつけるということになった」としていた詩集から「水ヲ下サイ」を選び、単曲の混声合唱曲として作曲、同年6月の東混の定期演奏会にて『原爆小景によるカンタータ』と名付け、岩城宏之の指揮で初演された。このとき林は、「水ヲ下サイ」を第1楽章、「永遠のみどり」を第2楽章とする構想であったが、第2楽章は「どうしてもそれが書けなかった」。
1971年（昭和46年）、「『原爆小景』をぜひ終りまでやりたい」という東混の委嘱により、「水ヲ下サイ」「日ノ暮レチカク」「夜」の全3楽章の無伴奏混声合唱組曲として発表、岩城の指揮で初演された。このときも「永遠のみどり」を最終楽章とする構想を持っていたが、「「夜」を書いているギリギリまで、できれば「永遠のみどり」までいきたいと、諦めてなかったんですが、最終的には「夜」でもって、この曲はひとかたまりということになったんですね」として実現しなかった。旧版の出版譜の巻頭において「「永遠のみどり」がうたわれることで、おそろしい同時代の歴史劇である『原爆小景』は終わる、終われるのだと私は思う。だが、核の恐怖がなにひとつ解決していない今、<<ヒロシマのデルタに若葉うずまけ>>などという詩句に作曲することが可能だろうか。この15年というもの1年おきくらいに思い立って第1行めを書きはじめては、そこから先をつづけることができなかったのは、このような問いが立ちはだかるからだった」と林は胸の内を明かしている。
東混はその後、『原爆小景』を毎年演奏しようと、「八月のまつり」という演奏会を1980年（昭和55年）から毎年開催することになる。1982年（昭和57年）の「八月のまつり」に際し、「今まで考えていた『原爆小景』の最終楽章としての「永遠のみどり」とちょっと違った考え方が出てきた」として、林の自作詩2編を第1楽章、第2楽章とし「永遠のみどり」を第3楽章とする『新原爆小景　あるいは平和の使徒たちのパレードと死者たちの歌』を作曲、林の指揮で初演した。もっともこれは「音楽作品としてはあまり成功してない」。
新しく再生する広島という詩本来の意味を込めた「永遠のみどり」が『原爆小景』の最終楽章として組み込まれ、「完結版」として発表されたのは2001年のことである。「グローバル・ピース・フェスティバル愛知」の委嘱により作曲され、同年8月5日に作曲家本人の指揮、同フェスティバル参加合唱団により初演された。

## 曲目
「完結版」は全4楽章からなる。全編無伴奏である。終曲以外はプロ合唱団のために書かれた経緯もあり、全音楽譜出版社の楽譜紹介では難易度は「上級」とされている。
1. 水ヲ下サイ
詩集の同名の詩の最初の19行に作曲された。混声四部だが、全パートにdiv.が指定され部分的に八部となる。部分的に無調風の経過句があるとはいえ、主要部分では変ロ短調の調性が確保されている[6]。
2. 日ノ暮レチカク
3. 夜
第2楽章は詩集の同名の詩に、第3楽章は6篇の詩からの抜粋と短編小説「鎮魂歌」からの文章を組み合わせ、3人のナレーターと混声合唱とが交錯する。混声十六部。作風が一変して、トーンクラスターおよび＜音列作法によらない＞自由で不規則な無調音楽とが混在するが、能（謡曲）の音楽に似た五音音階がそこへ介入して抽象化を押し止め、絵巻物的地獄図として定着されている。ヒェロニモス・ボスやピカソ（「ゲルニカ」）のように[6]。
4. 永遠のみどり
詩集の同名の詩に作曲された。混声四部+div。ふたたび調性の世界があらわれる。ゆたかなグレゴリオ聖歌の模倣からはじまるこの章は、けれども「水ヲ下サイ」への単なる回帰ではなく、反転する色彩＝補色を用いたひとつの乗り越え＝止揚である[6]。

1982年の「新原爆小景」は全3楽章であり、ピアノ、打楽器を伴う。
1. パレード
2. 貝の歌
3. 永遠のみどり
「永遠のみどり」は「完結版」とは同じ詩を用いながら曲は大きく異なる。「字面からみると、広島の新しい再生、核にまつわるいろんな悲劇が解決されて、新しく再生する広島というイメージなんですけど、現実はどう考えてもそうじゃない。「永遠のみどり」をと祈りみたいに歌うのかなと、ぼく自身も思っていたんですけど、そうじゃなくて悲鳴じゃないか、再生する広島のイメージは今やその反対へと行っている、それに対する悲鳴というか、絶叫としてしか歌えないんじゃないかというところから始まって、それを最後の部分にして、その前にいろんなものを置くという形で書いたんです。（中略）ぼくとしては、書いておかないと困る、というようなものでした」[4]。

## 楽譜
全音楽譜出版社から出版されている。「完結版」が2003年に刊行された際に、旧版は絶版となっている。「新原爆小景」は未出版。